# District de Schwerin
Pour les articles homonymes, voir Schwerin (homonymie).
Le district de Schwerin était l'un des 15 Bezirke (districts) de la République démocratique allemande, nouvelles subdivisions administratives créées lors de la réforme territoriale de 1952 en remplacement des cinq Länder préexistants. Ces districts furent à leurs tours dissous en 1990, en vue de la réunification allemande et remplacés par les anciens cinq Länder reconstitués, dont le district de Schwerin constitue la partie sud-ouest de l'actuel Land de Mecklembourg-Poméranie-Occidentale.
Immatriculation automobile : B

## Démographie
- 595 200 hab. en 1989

## Structure administrative
Le district comprenait :
- La ville-arrondissement (Stadtkreis) de :

1. Schwerin

- Les arrondissements-ruraux (Landkreis) de :

1. Bützow
2. Gadebusch
3. Güstrow
4. Hagenow
5. Ludwigslust
6. Lübz
7. Parchim
8. Perleberg
9. Schwerin-Land
10. Sternberg

## Gouvernement et les dirigeants du SED

### Premier secrétaire duSEDpour le district
- 1952–1974 Bernhard Quandt (1903–1999)
- 1974–1989 Heinz Ziegner (1928–)
- 1989–1990 Hans Joachim Audehm (1940–)

### Président du conseil de district
- 1952–1958 Wilhelm Bick (1903–1980)
- 1958–1960 Josef Stadler (1906–1984)
- 1960–1968 Michael Grieb (1921–)
- 1968–1989 Rudi Fleck (1930–)
- 1989–1990 Georg Diederich (mandataire du gouvernement)